# Crucea lui Avram Iancu din Blaj

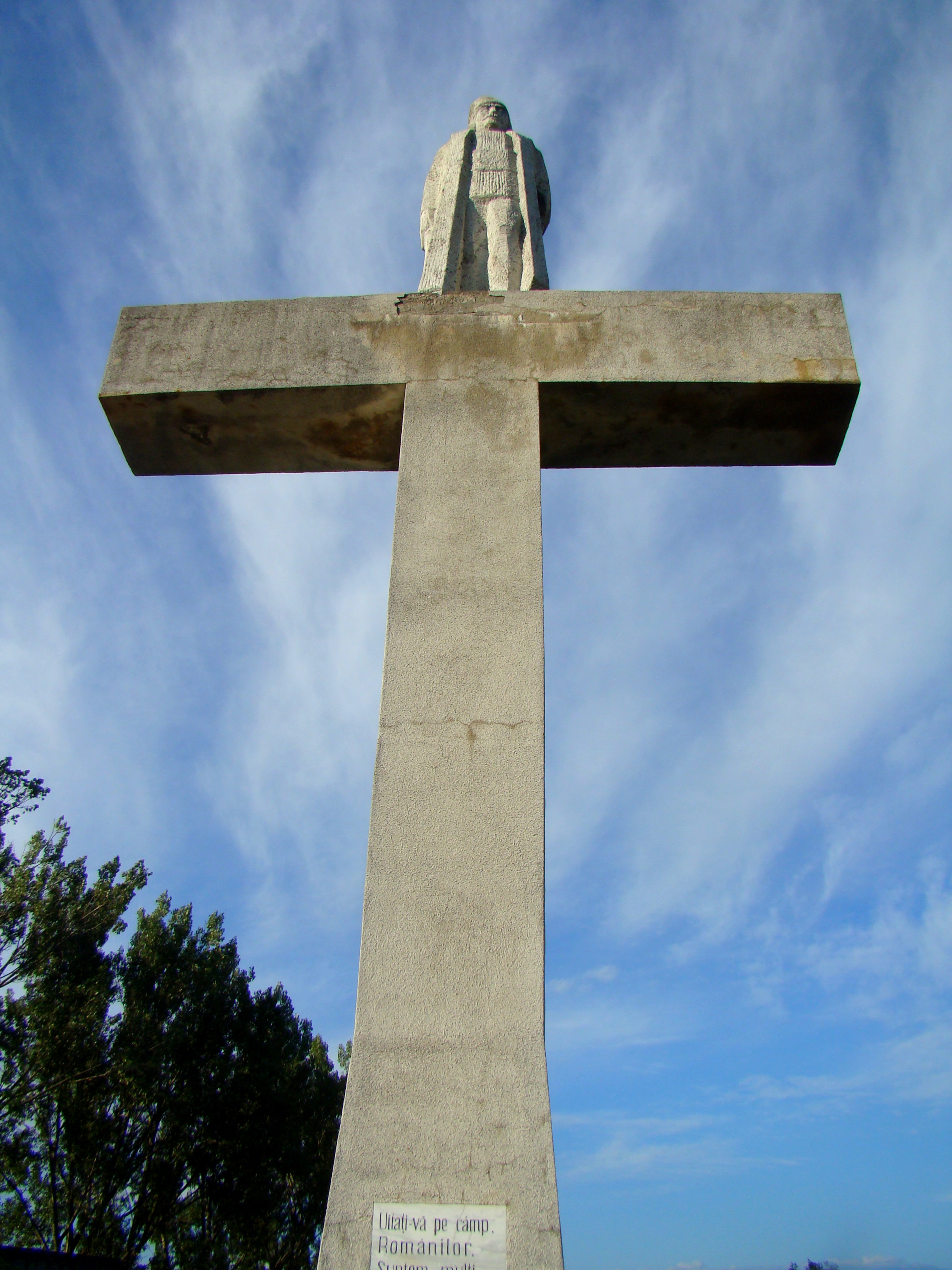
Crucea lui Avram Iancu din Blaj (august 2023)

Crucea lui Avram Iancu este amplasată pe un deal înalt din partea de nord a orașului, fiind vizibilă din orice punct al Blajului, Actualul monument, ridicat în memoria lui Avram Iancu și a Revoluției Române din Transilvania de la 1848, a fost dezvelit în anul 1993 și este opera sculptorului Andrei Ostap. Statuia de 2 metri înfățișându-l pe Avram Iancu și amplasată în vârful crucii a fost realizată din banii proprii ai artistului.
Monumentul inițial, Crucea lui Ioan Bob, era înalt de patru metri și a fost ridicat în semn de recunoștință față de fapta filantropică a episcopului Ioan Bob, care în timpul foametei din 1815 a ars hârtiile datornicilor săi de la sate, cărora le împrumutase cereale.
În timpul evenimentelor de la 1848, pe durata adunării naționale, în zonă a staționat o legiune de moți care, în frunte cu Avram Iancu, au supravegheat Câmpia Libertății. De la acel moment i s-a spus „Crucea lui Iancu”, iar Dealul Viilor, pe care se află, a fost numit „Dealul Crucii”. Crucea a fost dinamitată în noaptea de 16 spre 17 noiembrie 1908, act de vandalism care l-a determinat pe deputatul Iuliu Maniu să efectueze o interpelare în Parlamentul de la Budapesta.
Crucea a fost refăcută din inițiativa și pe cheltuiala cărturarului Ioan Micu Moldovan în anul 1915, după modelul original. Fragmente din aceasta sunt păstrate la Muzeul de istorie „Augustin Bunea” din Blaj. Crucea veche este monument istoric 
(cod LMI AB-III-m-B-00409)

## Imagini

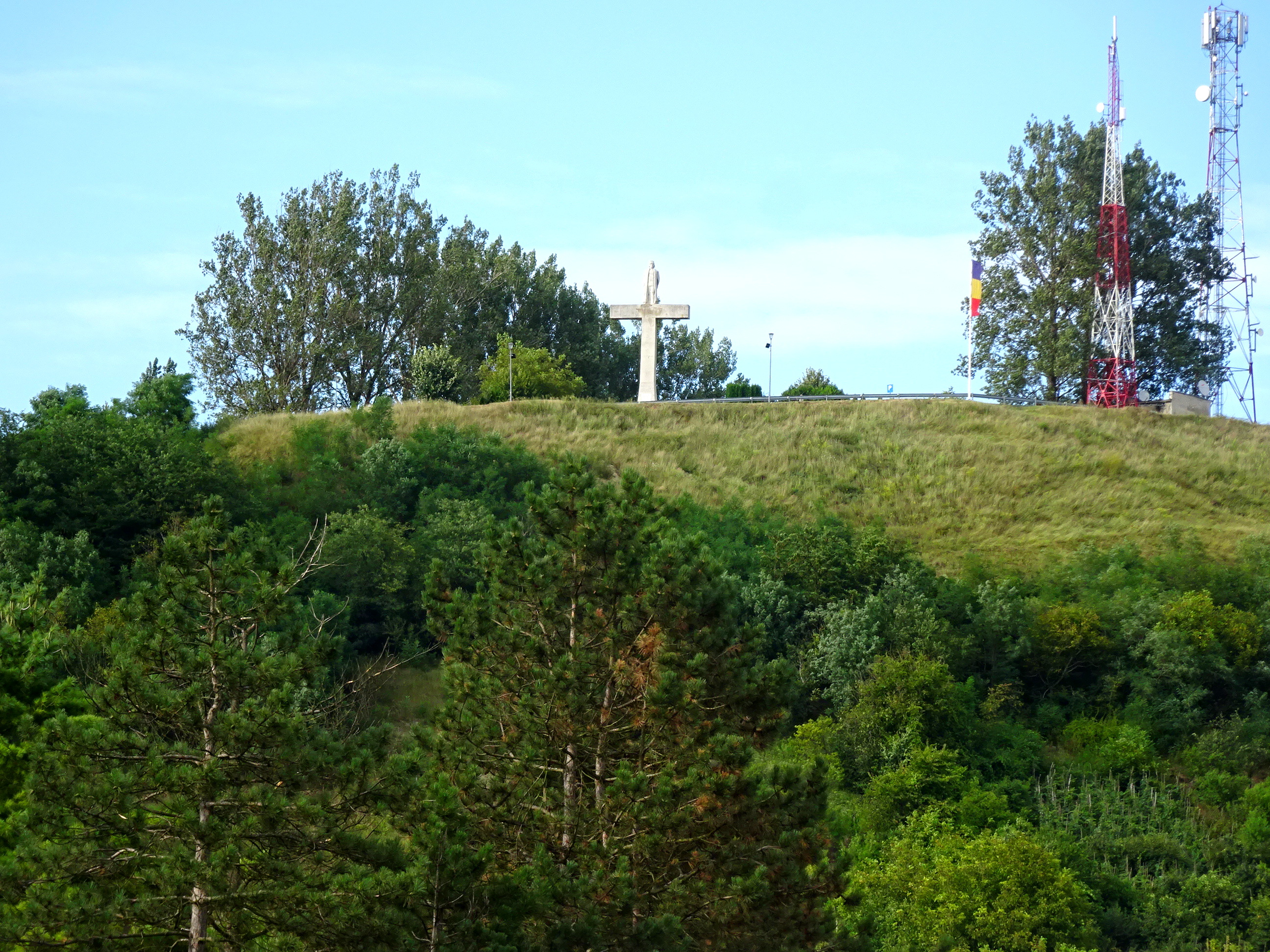
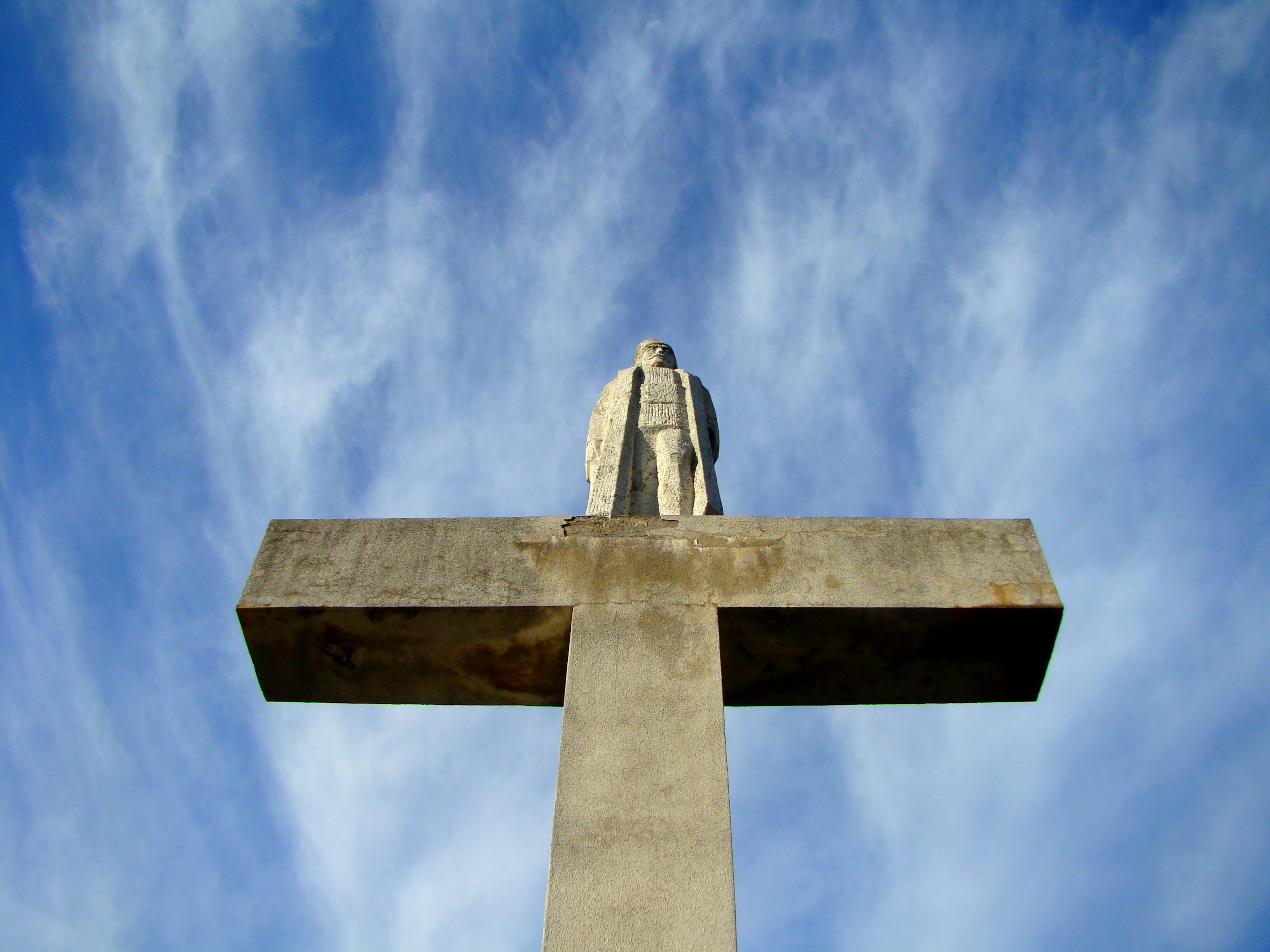
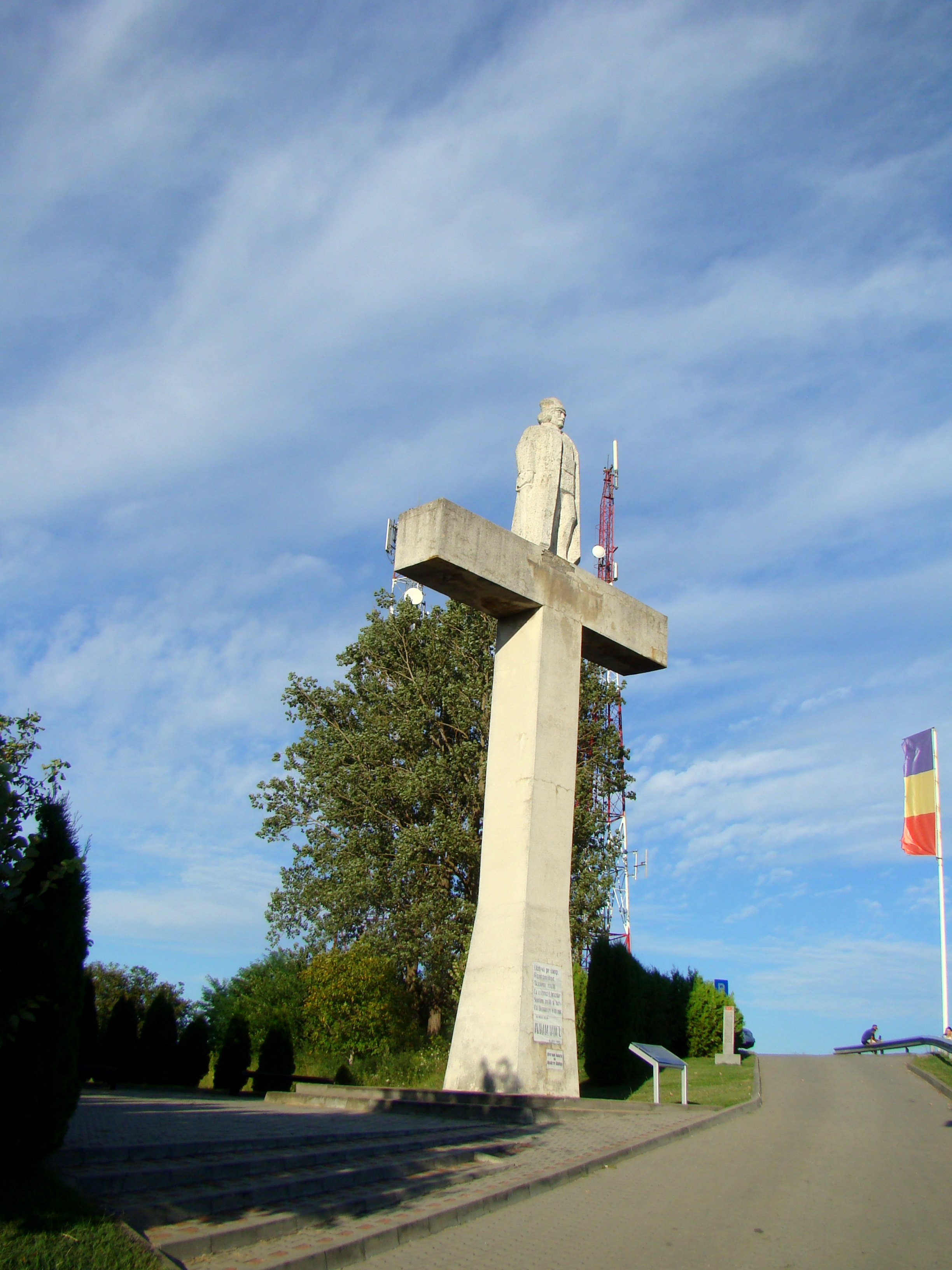
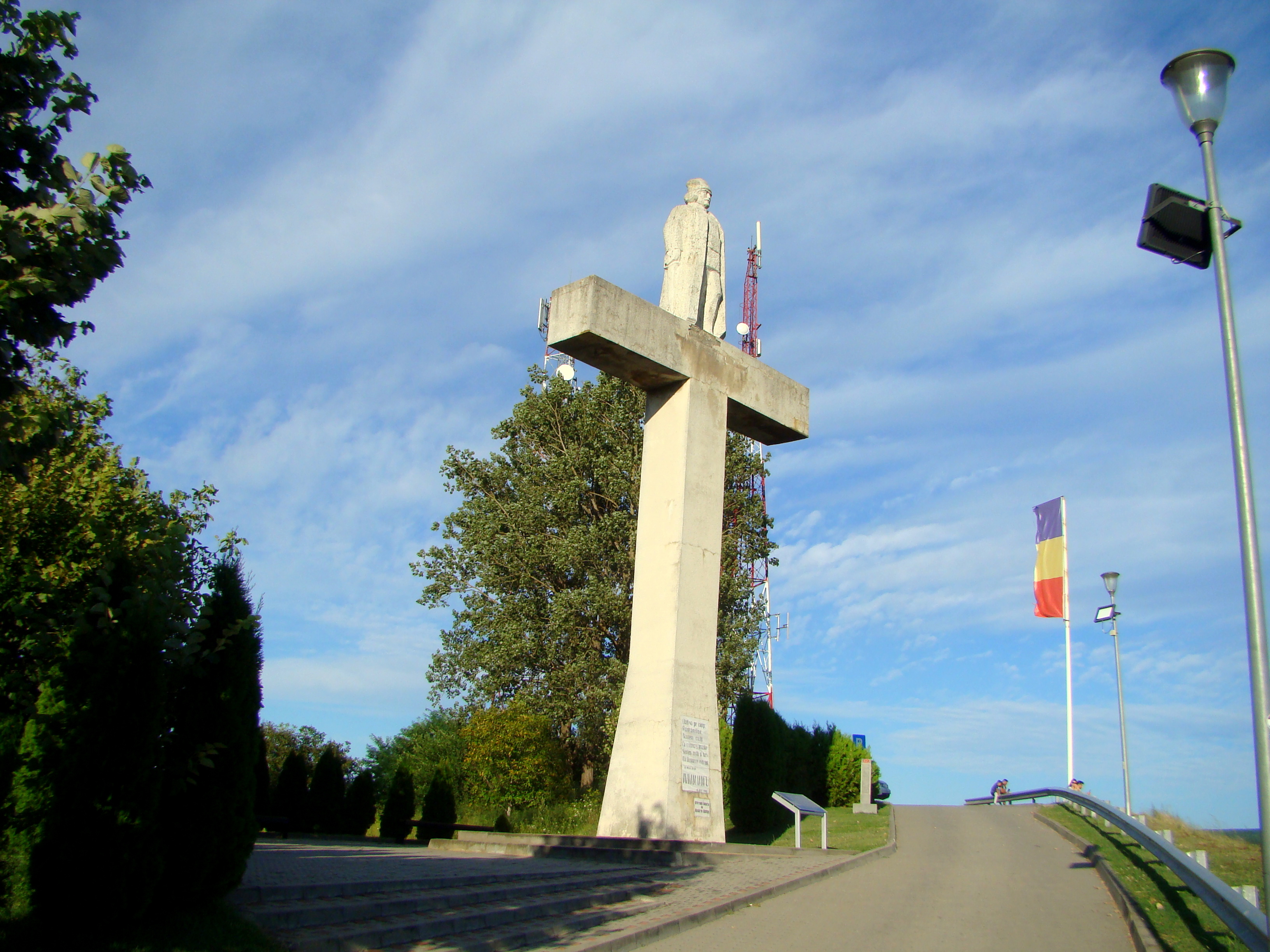
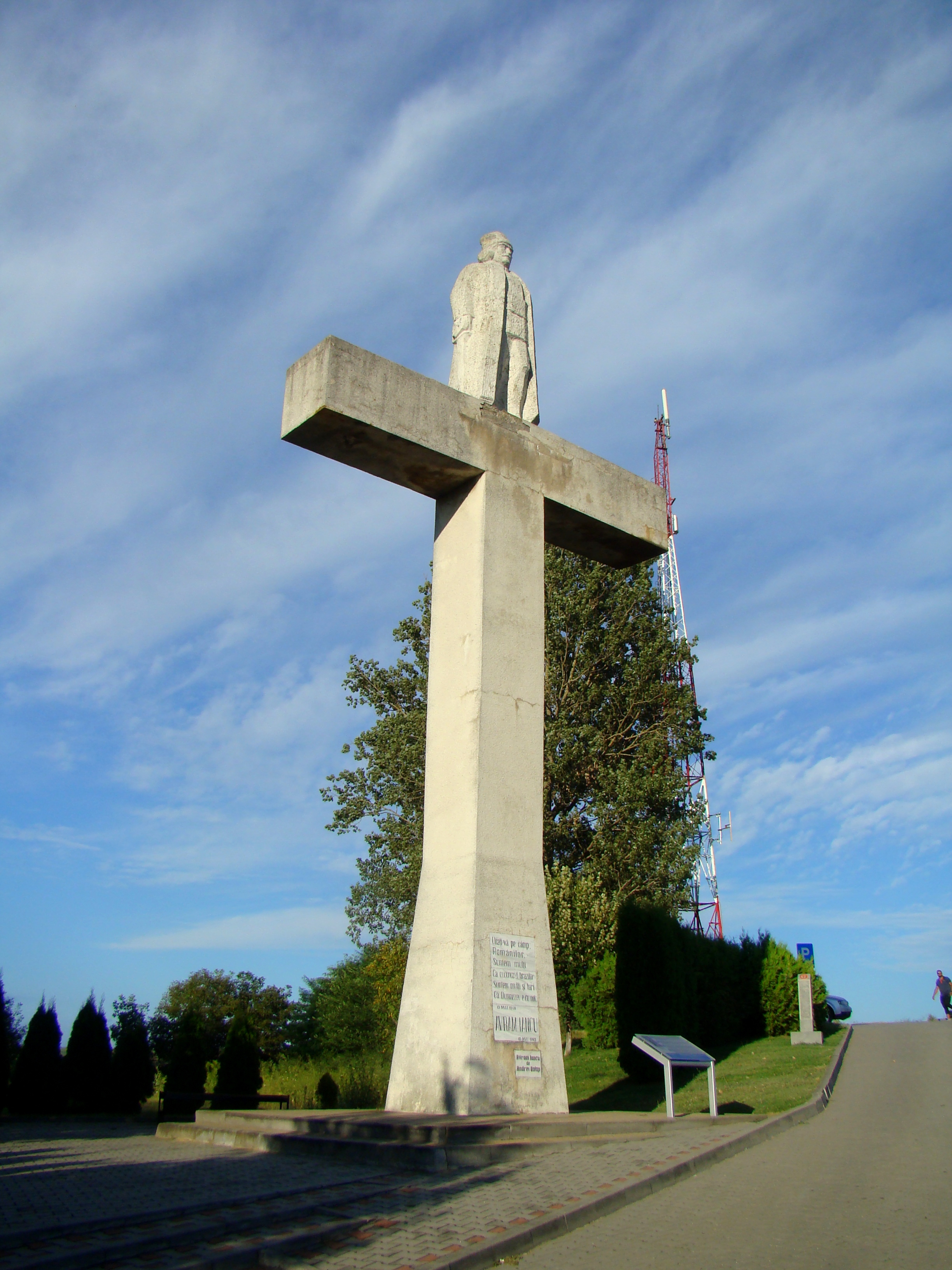
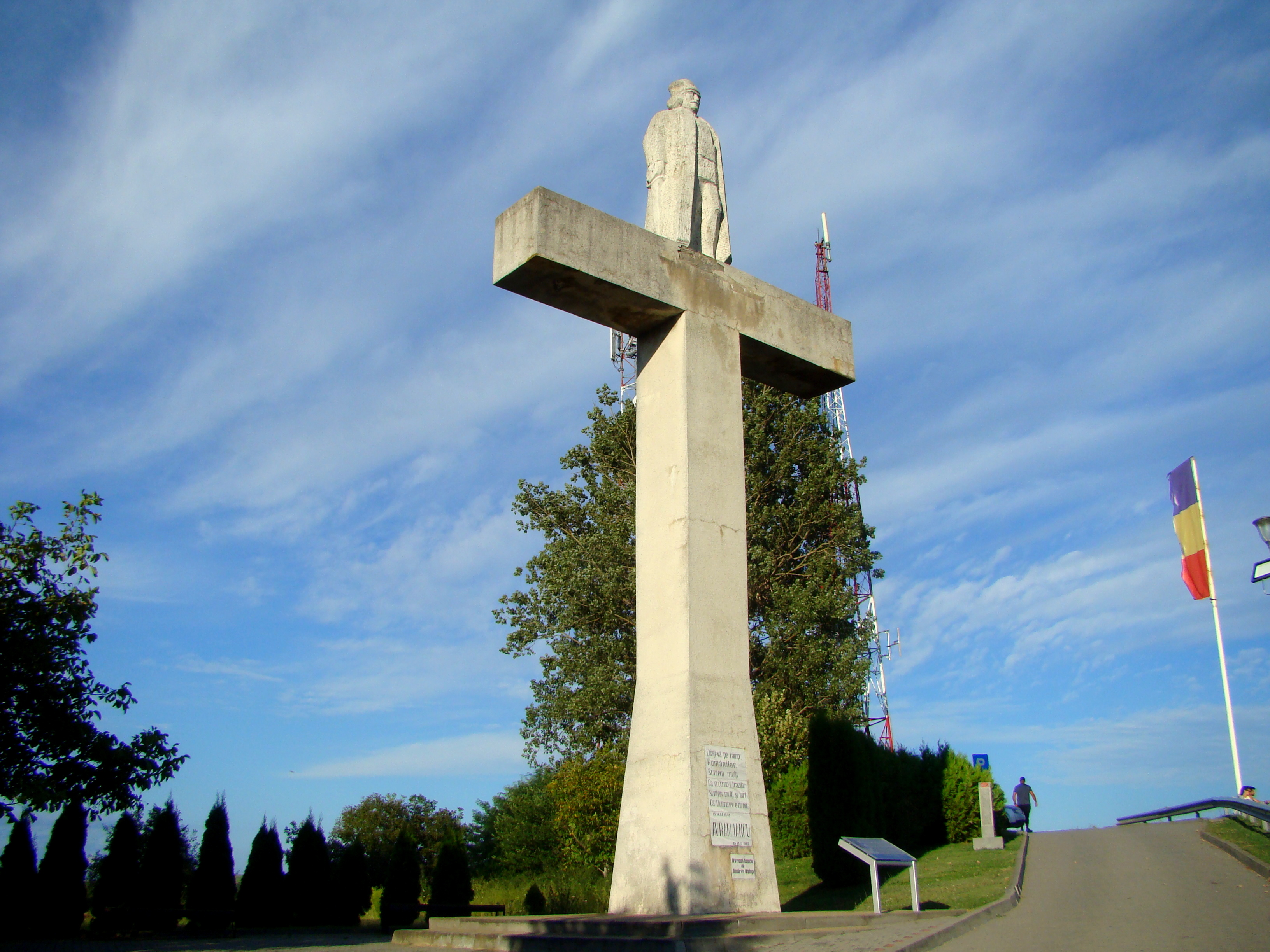
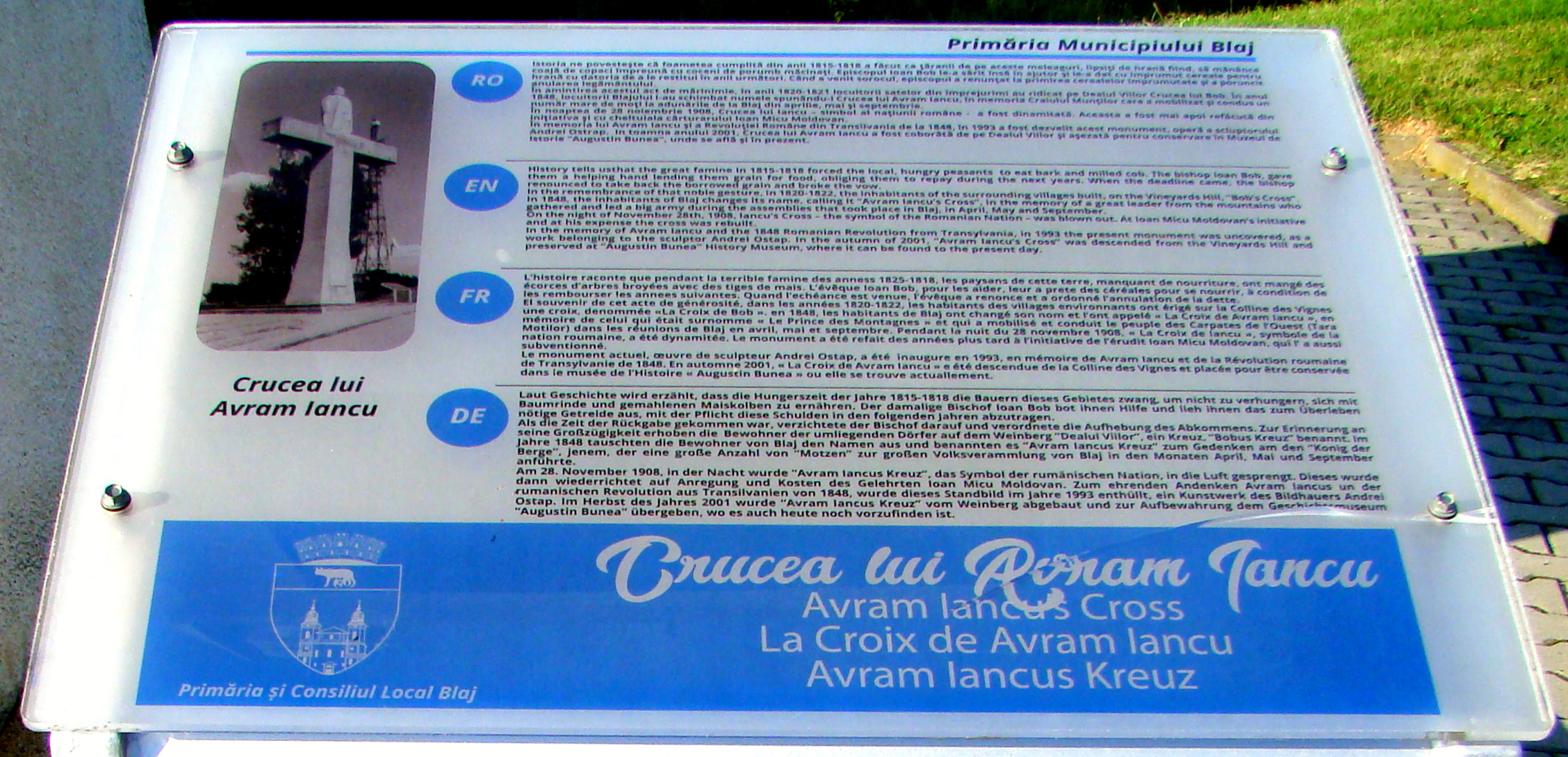
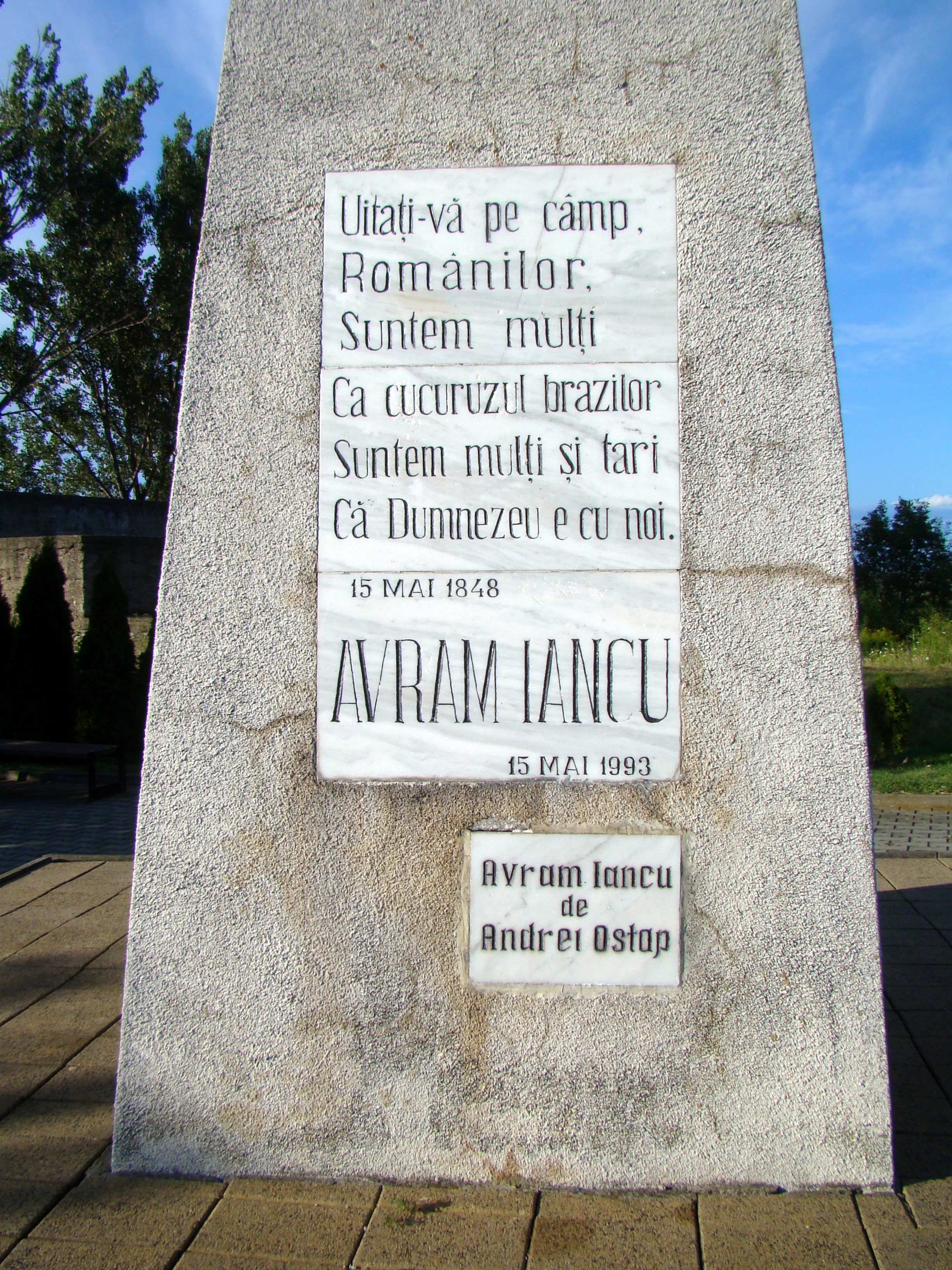
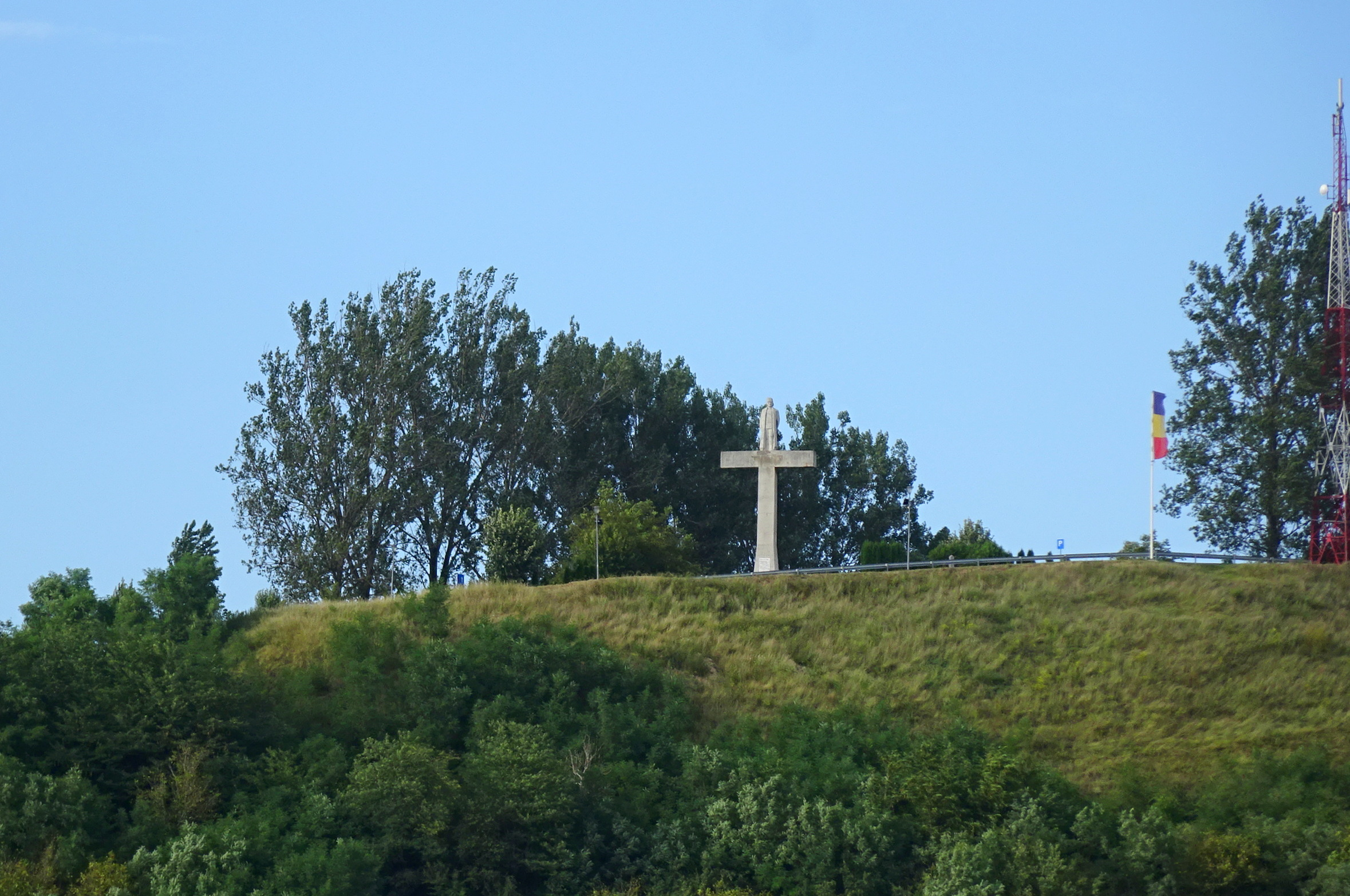
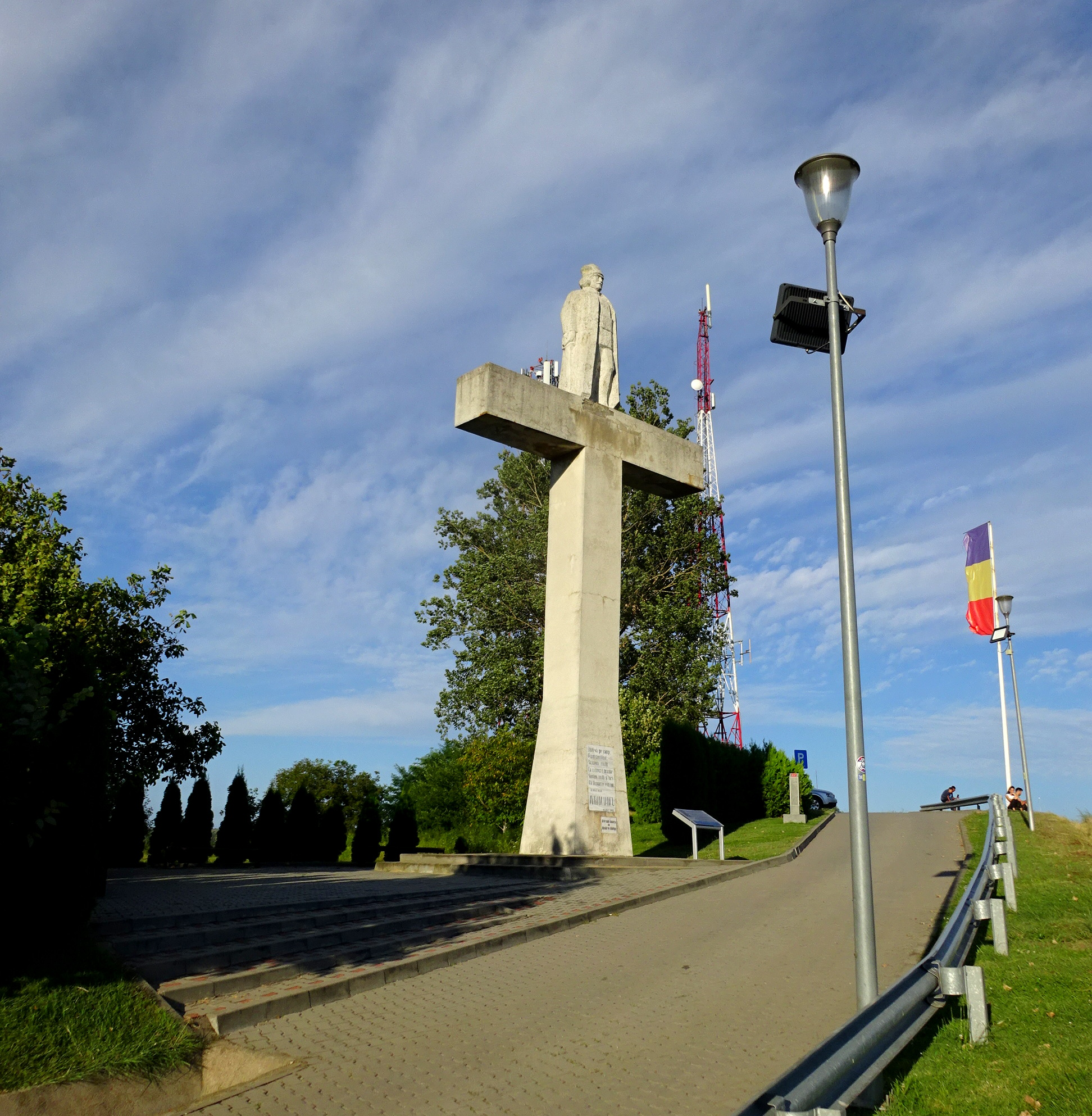
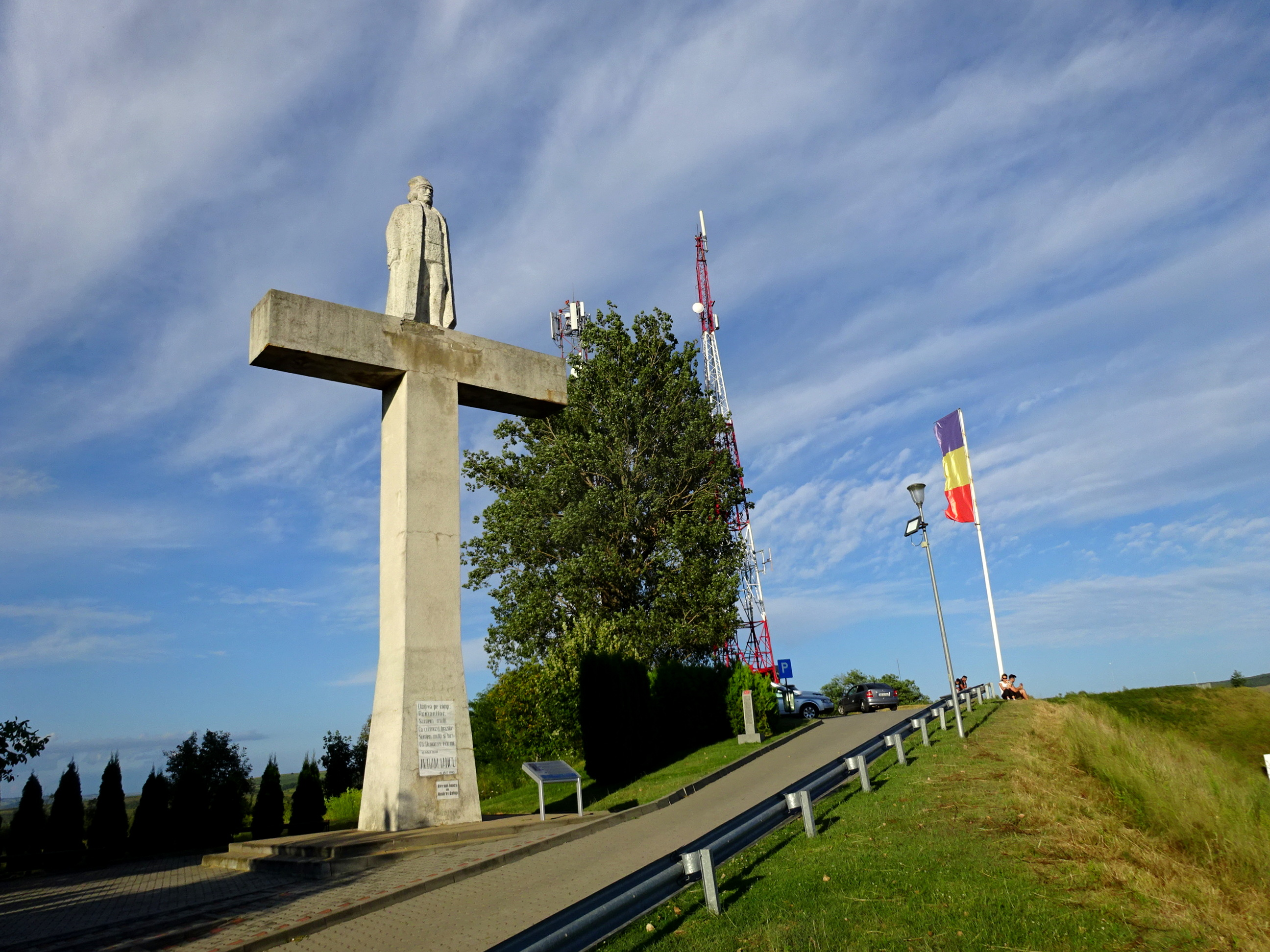
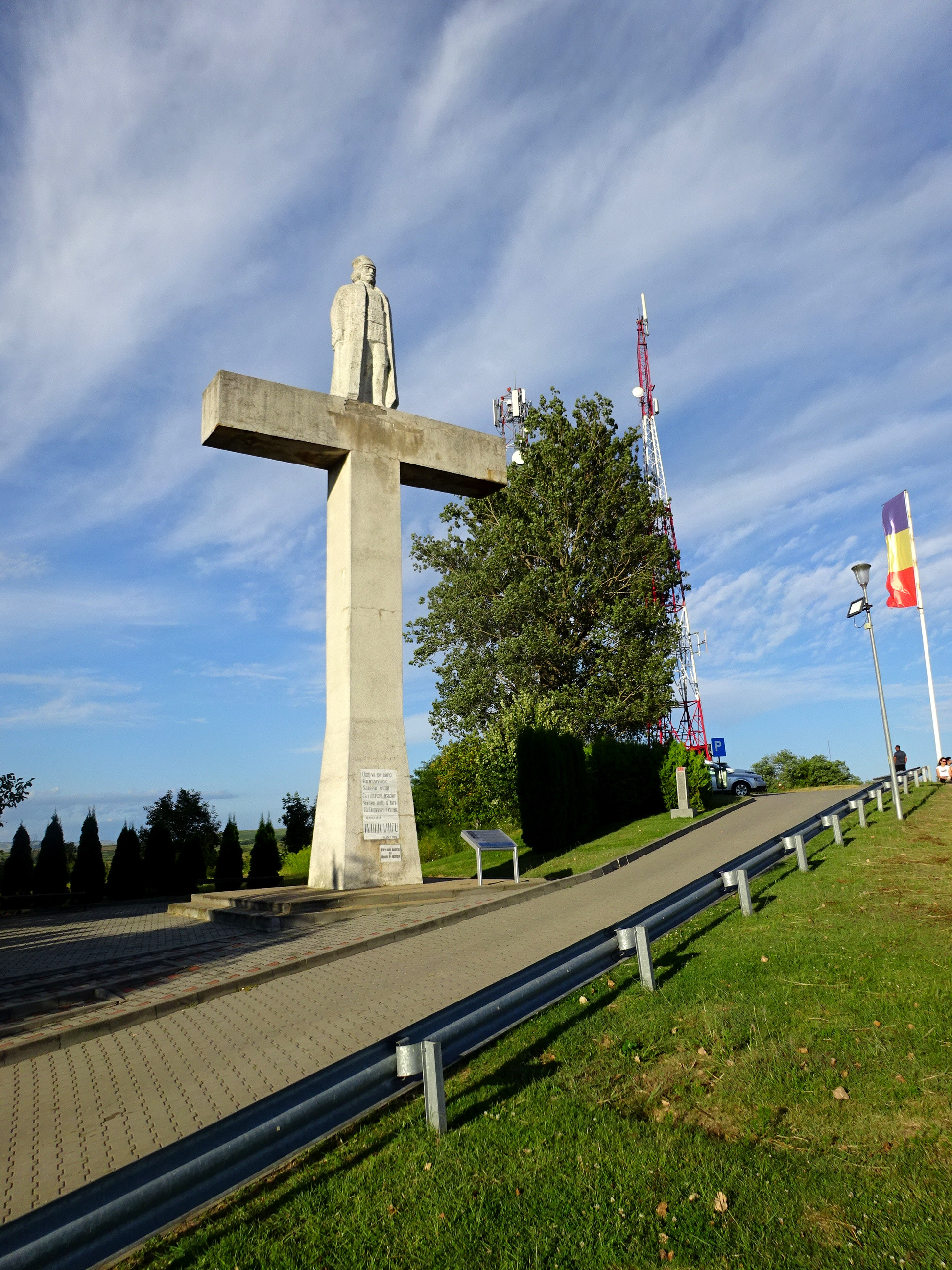
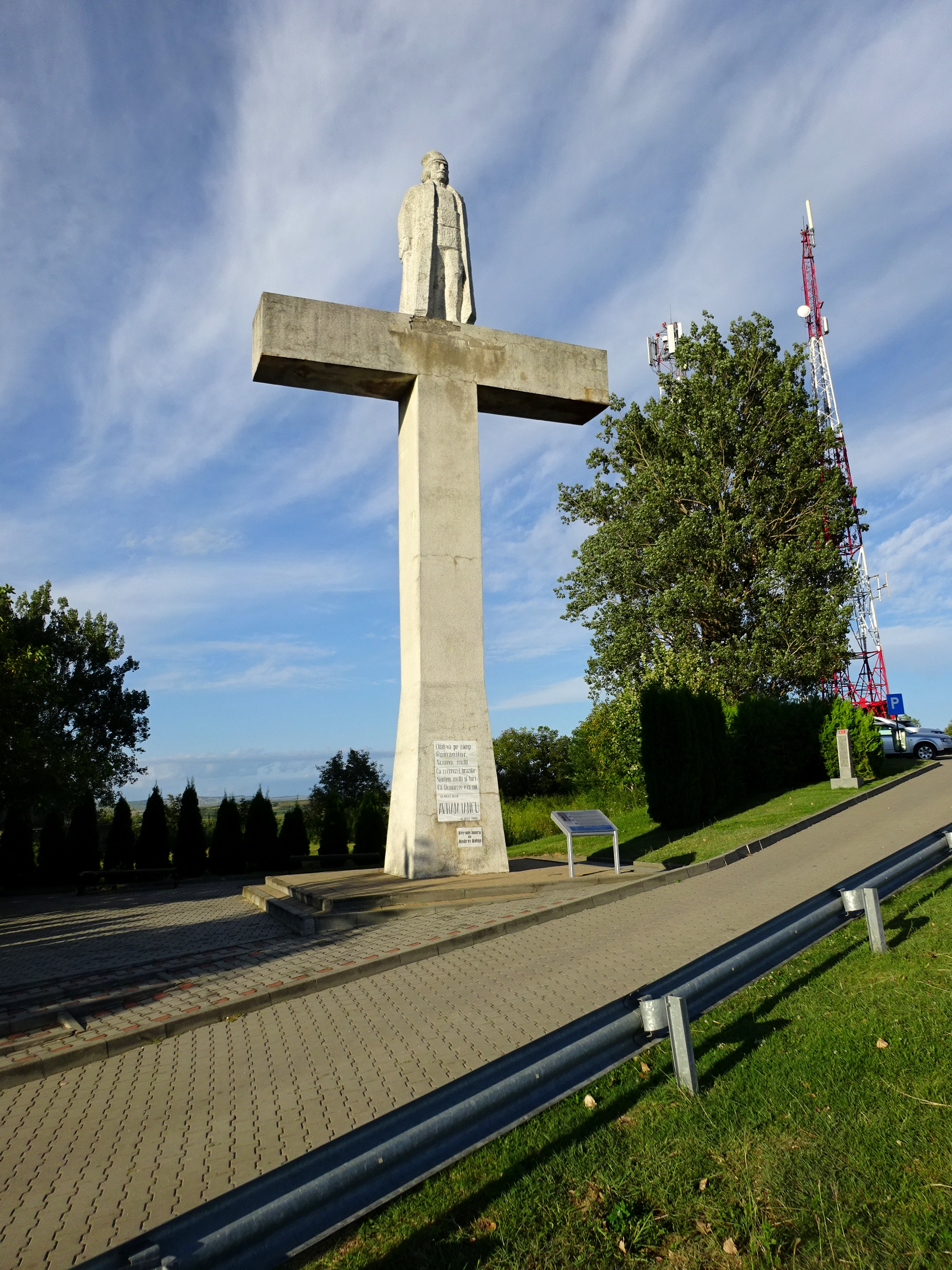
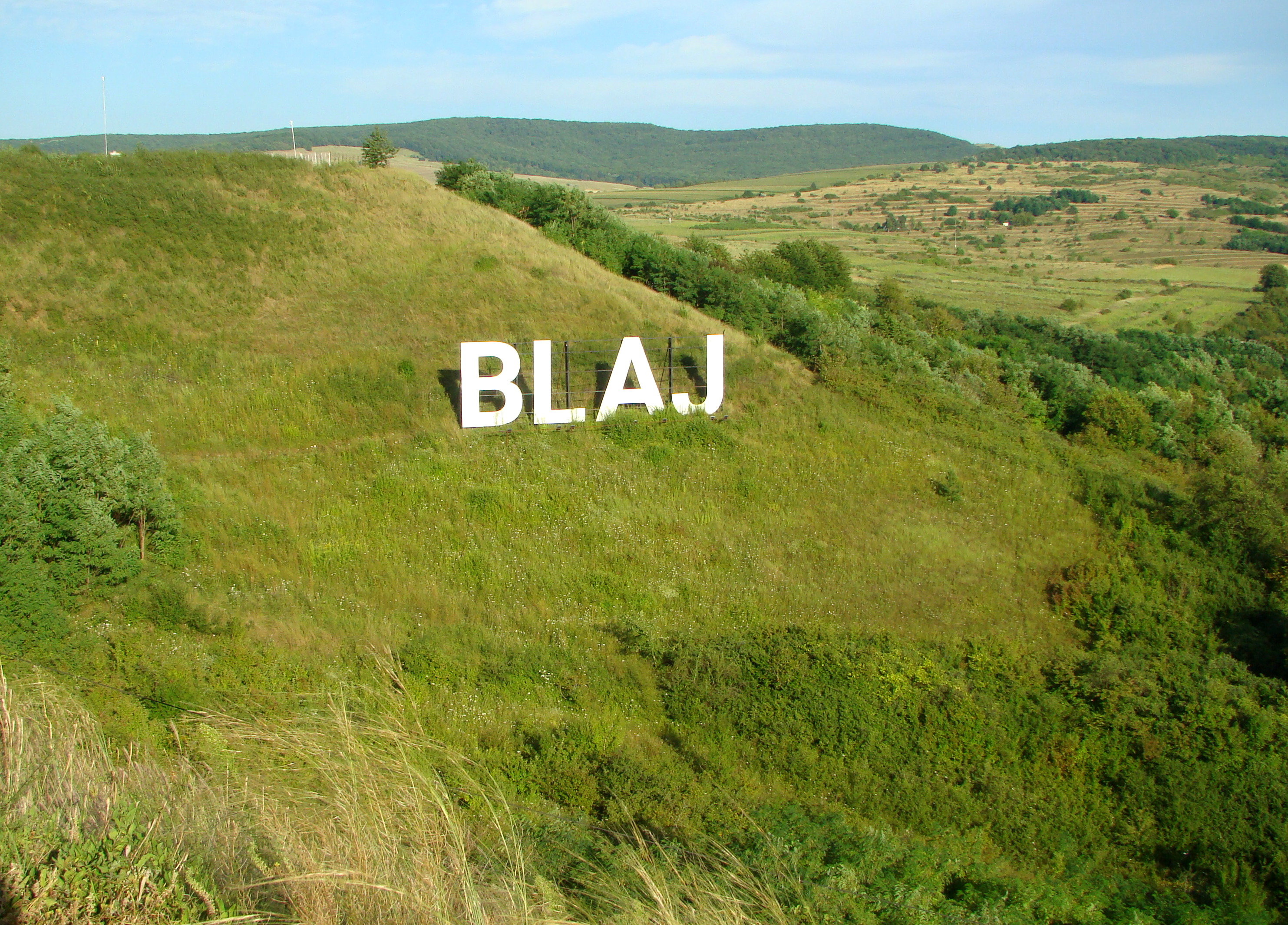
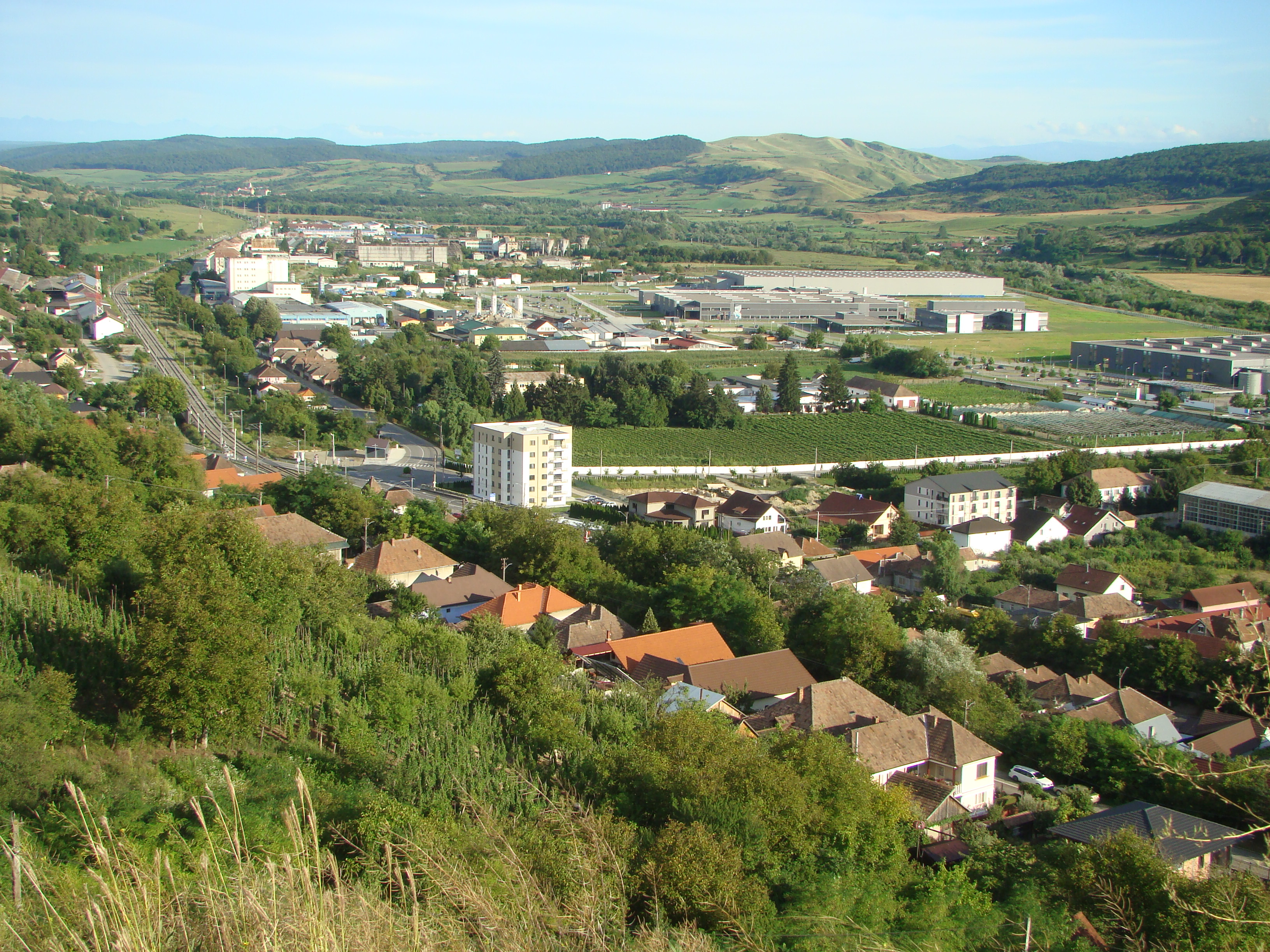
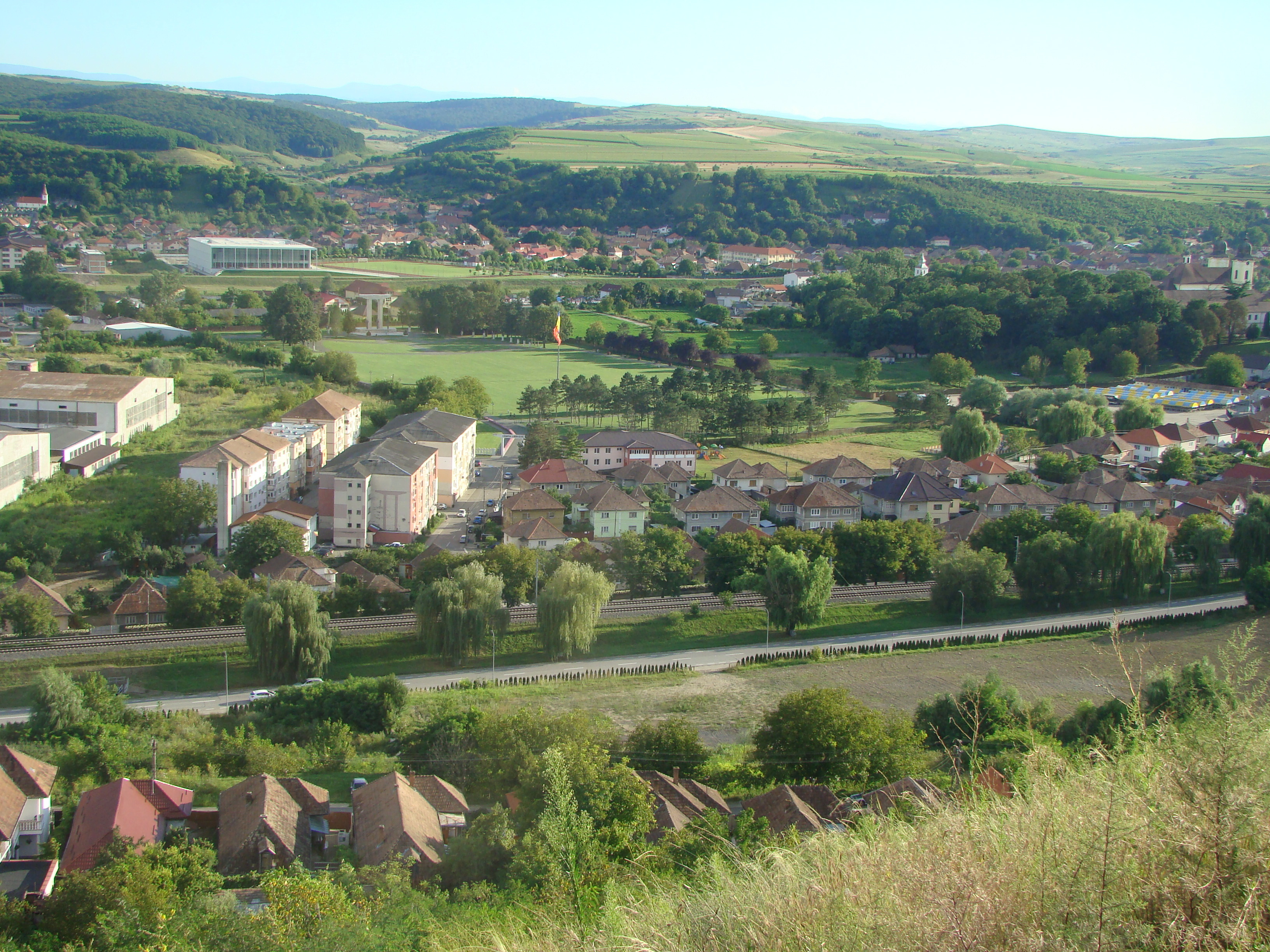
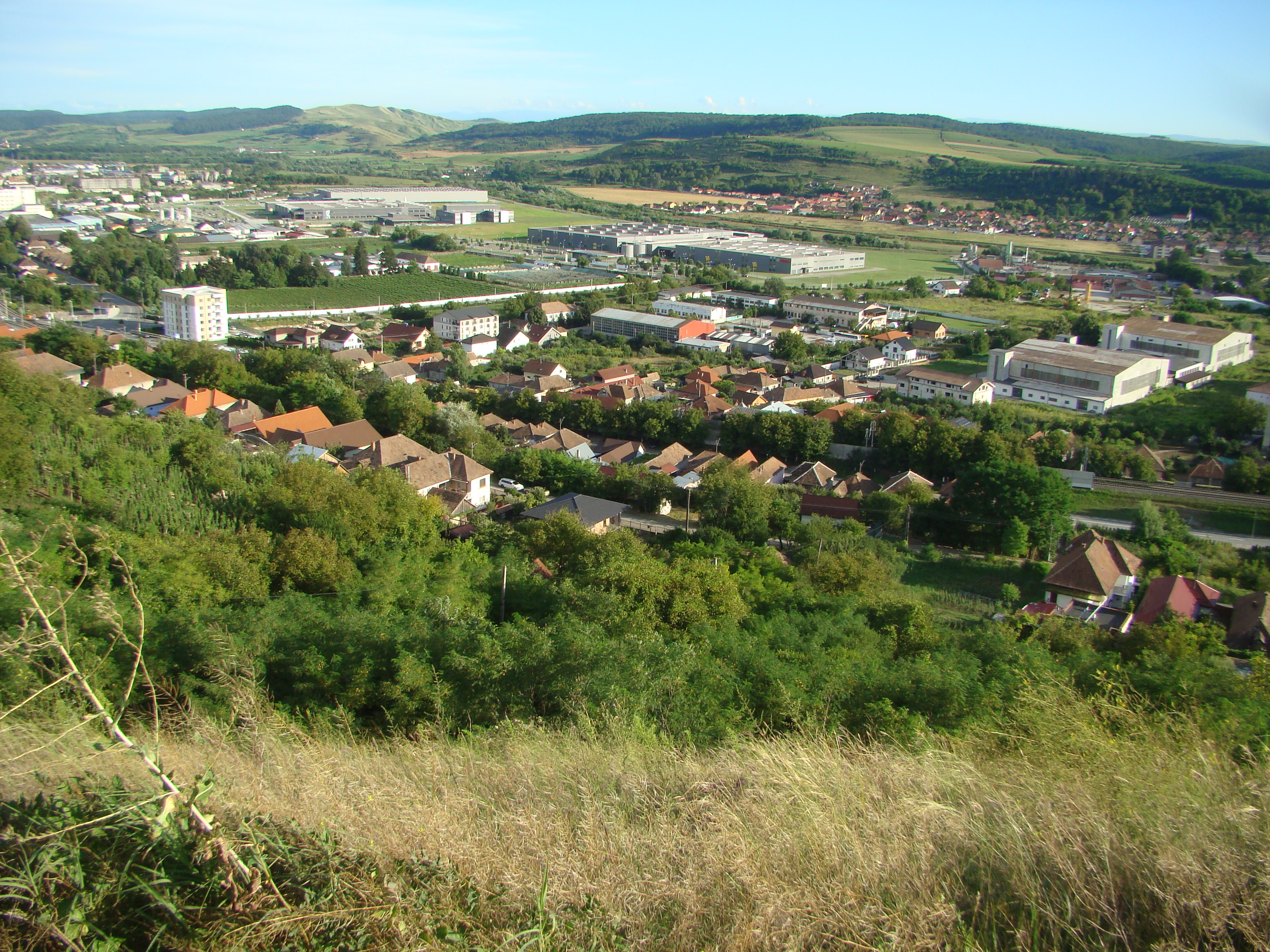